# Château des Roches-Saint-Quentin
Le château des Roches-Saint-Quentin, dont la construction s'est étalée du XIVe au XVIe siècle, se situe sur Saint-Quentin-sur-Indrois, commune française du département d'Indre-et-Loire, dans la région Centre, à environ 1 km à l'est du centre bourg. Il a vu naître Jeanne-Marie de Maillé en 1331, avant d'être, jusqu'au XVIe siècle, la propriété de la famille Fumée, qui possédait également le fief de Genillé.
Ce château privé, dont certaines parties figurent sur la liste des monuments historiques au titre d'édifices inscrits, ne se visite pas. Il est depuis 1992 un prieuré des religieux de la Communauté Saint Jean qui y habitent.

## Localisation
Le château des Roches-Saint-Quentin se trouve à 1 km environ à l'est du chef-lieu communal de Saint-Quentin-sur-Indrois, à mi-pente du coteau qui descend vers la rive droite de l'Indrois. Sa façade principale est tournée vers la vallée.

## Historique
Le premier château appartenait à la famille de Maillé. C'est là qu'est née, le 11 avril 1331, Jeanne, fille de Hardouin VI de Maillé, seigneur de Saint-Quentin et de Rillé et de Jeanne de Montbazon et qui deviendra la bienheureuse Jeanne-Marie de Maillé; seule la tour qui flanque à l'est le corps principal d'habitation date de cette époque. En 1449, Jean du Puy, propriétaire du château, obtint l'autorisation de le fortifier.
En janvier 1488, Pierre Morin acheta le château, mais il le revendit un mois après à Adam Fumée, médecin personnel et conseiller de Charles VII, Louis XI et Charles VIII, et déjà propriétaire du fief voisin de Genillé. En 1515, Adam II, son fils, obtint le regroupement en une seule châtellenie de ses terres de Genillé et de Saint-Quentin, dont le fief paroissial et le château. En 1536; Adam II Fumée obtint du roi l'autorisation d'ouvrir des marchés et deux foires annuelles sur son domaine. C'est la famille Fumée qui fit construire la majeure partie du château actuel.
Au début du XVIIIe siècle, le château et toute la châtellenie de Saint-Quentin et Genillé, échurent, par voie de mariage, à la famille de Menou. Au moment de la Révolution, les armoiries qui ornaient la porte principale du château furent martelées.
Un dernier pavillon fut rajouté lors d'une restauration effectuée au début du XXe siècle.

## Architecture et décoration
Deux parties du château font partie de la liste des monuments historiques comme édifices inscrits depuis 1971.
La tour du château, qui flanque à l'est le corps principal, est cylindrique et construite en petit appareil ; c'est le dernier vestige du château fortifié du XIVe siècle. Elle a été surélevée d'un étage au XVIe siècle et surmontée d'un dôme en maçonnerie dont la toiture forme des écailles imbriquées, le tout couronné d'un lanternon, ces deux constructions étant caractéristiques du style Renaissance ; à la même époque, des bandeaux moulurés externes ont été rajoutés pour séparer les étages. La porte d'accès est dominée par un fronton triangulaire. Une légende veut que Charles VII, méfiant et jaloux, ait enfermé au dernier étage de cette tour Agnès Sorel quand il s'absentait du château de Loches pour aller à la chasse ; la chronologie dément cette tradition, puisqu'un siècle sépare l'époque d'Agnès Sorel de la construction du dernier étage de la tour ; malgré tout, cette tour garde son surnom de tour de la belle Agnès.
Indépendante du corps principal et rattachée à une partie des communs, une fuie datée de 1500 d'après une inscription sur un de ses murs, sur un plan carré, garde encore dans sa partie supérieure une partie des boulins qui servaient de nids aux pigeons. Leur nombre varie, selon les sources, de 1 100 à 1 600 ; quoi qu'il en soit, ce nombre élevé est révélateur de l'étendue du domaine seigneurial, le nombre de pigeons autorisés étant proportionnel à la surface des terres possédées.